# T Corvi
T Corvi är en pulserande variabel av Mira Ceti-typ (M) i stjärnbilden  Korpen.
Stjärnan har en fotografisk magnitud som varierar mellan +11,6 och lägre än 16,6 med en period av 401,34 dygn.